# Oblast Atıraw
Oblast Atıraw (Kazachs: Атырау облысы,  Atıraw oblısı; Russisch: Атырауская область, Atiouraijskaija oblast) is een deelgebied van Kazachstan. Het ligt in het westen van het land aan de noordoostelijke zijde van de Kaspische Zee. De hoofdstad is de gelijknamige stad Atıraw en heeft 291.000 inwoners, de totale Oblast Atıraw telt 581.000 inwoners. Met een oppervlakte van 119.000 km² is het het op een na kleinste deelgebied van Kazachstan. De oblast grenst aan de oblast Batıs Qazaqstan, oblast Aqtöbe, oblast Mañıstaw en aan buurland Rusland. Een groot deel van de oblast is gelegen in de olierijke Kaspische laagte, hierdoor zijn er veel oliebronnen aangeboord in de Tengizvlakte en is er een pijpleiding die van de stad Atıraw naar Rusland loopt, waar het verbonden is met een andere pijpleiding naar Europa.
De oblast is administratief-territoriaal ingedeeld in 8 eenheden: 7 districten (ауданы) en 1 - met district gelijkgestelde - stad (Қ.Ә.).